# Marc Hynes
Marc Hynes (Guildford, 26 febbraio 1978) è un pilota automobilistico britannico.

## Palmarès
- Campione britannico di Formula 3: 1
1999[1]
- Masters di Formula 3: 1
1999
- British Formula Renault Championship: 1
1997